# Welaka
Welaka ist eine Stadt im Putnam County im US-Bundesstaat Florida. Das U.S. Census Bureau hat bei der Volkszählung 2020 eine Einwohnerzahl von 714 ermittelt. 

## Geographie
Welaka liegt rund 25 km westlich von Palatka sowie etwa 100 km südlich von Jacksonville am östlichen Ufer des St. Johns River.

## Geschichte
Der Ort wurde am 6. Juli 1852 durch den Siedler James William Bryant gegründet und am 21. Juni 1887 zur Town erhoben. Seit Anfang des 20. Jahrhunderts ist Welaka für die Mineralquellen in der Ortsumgebung und deren heilende Wirkung bekannt. Am 15. November 1907 wurde die Welaka Mineral Water Company gegründet.

## Demographische Daten
Laut der Volkszählung 2010 verteilten sich die damaligen 701 Einwohner auf 561 Haushalte. Die Bevölkerungsdichte lag bei 200,3 Einw./km². 74,9 % der Bevölkerung bezeichneten sich als Weiße, 22,7 % als Afroamerikaner, 0,1 % als Indianer und 0,3 % als Asian Americans. 0,9 % gaben die Angehörigkeit zu einer anderen Ethnie und 1,1 % zu mehreren Ethnien an. 3,4 % der Bevölkerung bestand aus Hispanics oder Latinos.
Im Jahr 2010 lebten in 18,3 % aller Haushalte Kinder unter 18 Jahren sowie 50,8 % aller Haushalte Personen mit mindestens 65 Jahren. 59,3 % der Haushalte waren Familienhaushalte (bestehend aus verheirateten Paaren mit oder ohne Nachkommen bzw. einem Elternteil mit Nachkomme). Die durchschnittliche Größe eines Haushalts lag bei 2,14 Personen und die durchschnittliche Familiengröße bei 2,64 Personen.
16,8 % der Bevölkerung waren jünger als 20 Jahre, 13,2 % waren 20 bis 39 Jahre alt, 25,1 % waren 40 bis 59 Jahre alt und 45,1 % waren mindestens 60 Jahre alt. Das mittlere Alter betrug 57 Jahre. 46,5 % der Bevölkerung waren männlich und 53,5 % weiblich.
Das durchschnittliche Jahreseinkommen lag bei 26.793 $, dabei lebten 30,6 % der Bevölkerung unter der Armutsgrenze.
Im Jahr 2000 war englisch die Muttersprache von 100 % der Bevölkerung.

## Sehenswürdigkeiten
Am 7. Mai 1973 wurde der Mount Royal in das National Register of Historic Places eingetragen.

## Verkehr
Der nächste Flughafen ist der Daytona Beach International Airport (rund 90 km südöstlich).

## Kriminalität
Die Kriminalitätsrate lag im Jahr 2010 mit 29 Punkten (US-Durchschnitt: 266 Punkte) im sehr niedrigen Bereich. Es gab einen Einbruch und vier Diebstähle.